# گلاتباخ
گلاتباخ (به آلمانی: Glattbach) یک شهر در آلمان است که در آشافنبورگ واقع شده‌است. گلاتباخ ۳٬۳۸۱ نفر جمعیت دارد.